# Atletická hala Vítkovice
Atletická hala Vítkovice je stavba nacházející se v Ostravě, ve čtvrti Zábřeh a městském obvodu Ostrava-Jih, vedle Ostravar Arény. Uvnitř haly se nachází běžecký ovál, běžecké dráhy, sektory pro skok do dálky i výšky, skok o tyči a vrh koulí. Hlediště má kapacitu 1012 sedících diváků. Vyhovuje normám atletické federace IAAF, konají se zde atletické tréninky a závody. V roce 2016 zde proběhlo Halové mistrovství České republiky mužů a žen v atletice 2016. Budova je v provozu od 4. ledna 2016.
Provozovatelem je společnost Vítkovice Aréna a.s. Investiční náklady byly 385 milionů korun, investoval současný majitel a z 85 % také ROP Moravskoslezsko. Architektonickými autory komplexu jsou Martin Chválek, Tomáš Janča a Jan Zavadil.